# Макклелланд, Джон (футболист)
Джон Макклелланд (англ. John McClelland; род. 7 декабря 1955, Белфаст) — североирландский футболист и футбольный тренер. Карьере игрока уделил 23 года. В настоящее время работает экскурсоводом на стадионе «Элланд Роуд» (Лидс Юнайтед).

## Клубная карьера
Макклелланд играл за «Портадаун», «Кардифф Сити», «Бангор Сити» (в обоих клубах был финалистом Кубка Уэльса) и «Мансфилд Таун». В 1981 году перешёл из «Мансфилд Таун» в шотландский «Рейнджерс» за 90,000 фунтов стерлингов. В клубе из Глазго Джон дважды становился обладателем Кубка шотландской лиги и также дважды был финалистом Кубка Шотландии.
В ноябре 1984 года «Уотфорд» купил Макклелланда за 225,000 фунтов стерлингов. За пять лет, проведенных в составе „лосей“, Джон дважды становился игроком сезона. Позже он перешёл в «Лидс Юнайтед», где в сезоне 1991/92 стал чемпионом Первого дивизиона Футбольной лиги. За время пребывания в «Лидсе» он дважды был отправлен в аренду: в «Уотфорд» и «Ноттс Каунти».
В шотландском «Сент-Джонстоне» Джон выполнял роль играющего тренера. Он также потом играл за «Каррик Рейнджерс», «Арброт», «Уиком Уондерерс», «Йовил Таун» и «Дарлингтон». За всю карьеру Макклелланд успел сыграть в каждой стране Великобритании.

## Карьера за сборную
За сборную Северной Ирландии Джон провёл 53 матча и забил 1 гол. Участник двух чемпионатов мира (1982 в Испании и 1986 в Мексика|Мексике).

### Гол за сборную
| Дата          | Место                      | Соперник | Счет | Результат | Турнир                  |
| ------------- | -------------------------- | -------- | ---- | --------- | ----------------------- |
| 30 марта 1983 | Белфаст, Северная Ирландия | Турция   | 2–0  | 2–1       | Квалификация на ЧЕ 1984 |